# Свети Георги (Долни Вадин)
„Свети Георги“ е православна църква в оряховското село Долни Вадин, част от Врачанската епархия на Българската православна църква.

## История
Църквата е построена през 1883 година. Стенописите в нея са изписани от дебърския майстор Велко Илиев в същата 1883 година.
Църквата е разрушена от Вранчанското земетресение в 1977 година. В 1999 г. кметството и читалището в Долни Вадин започват кампания за събиране на пари за нова църква. В 2000 г. митрополит Калиник Врачански осветява основите. Църквата е построена изцяло с дарения и е осветена от митрополит Калиник на Гергьовден 2007 година.
Храмът е действащ само на големи религиозни празници.